# Aldo Tortorella
Aldo Tortorella (Napoli, 10 luglio 1926 – Roma, 6 febbraio 2025) è stato un partigiano e politico italiano.

## Biografia

### Le origini e la resistenza
Nato il 10 luglio 1926 a Napoli, trascorre la giovinezza e gli studi tra Genova e Milano.
Mentre è studente universitario, diviene un membro attivo della Resistenza italiana milanese e del Partito Comunista Italiano e viene soprannominato "il partigiano Alessio". Viene imprigionato, ma riesce poi a fuggire e arriva a Genova, partecipa alla resistenza come dirigente del Fronte della Gioventù, quindi alla Liberazione diviene giornalista dell'edizione genovese de l'Unità, con il ruolo di caporedattore.

### Dopo la Liberazione, esperienza parlamentare e segreteria
Dopo la liberazione dell'Italia e la fine della seconda guerra mondiale assume ben presto ruoli importanti nel PCI. Diventa Caporedattore de l'Unità di Genova, poi direttore di quella di Milano dal 1958 al '62. In seguito diviene segretario della Federazione milanese del PCI, e poi del comitato regionale lombardo. Dal 1970 al 1975 è direttore nazionale dell'Unità.
Nel 1972 viene eletto per la prima volta deputato, ruolo che sarà riconfermato sino al 1994. Durante la segreteria di Enrico Berlinguer (alla cui corrente interna appartiene) diventa responsabile delle politiche per la cultura del PCI. Assumerà un profilo piuttosto critico verso il "compromesso storico", mentre sarà favorevole all'"alternativa democratica" e alla proposta di una "questione morale" da parte del segretario comunista. Tempo dopo è responsabile per le questioni dello Stato, ed anche membro dell'ultima segreteria di Berlinguer e poi di quella di Alessandro Natta.

### La contrarietà alla svolta della Bolognina, la presidenza del PCI
Nel 1989, quando il segretario del PCI Achille Occhetto propone la trasformazione del partito e l'abbandono dell'ideologia comunista, Tortorella è uno dei primi firmatari - assieme ad Alessandro Natta e Pietro Ingrao - della "mozione 2", che insieme alla "3" costituisce il "Fronte del No", ovvero l'insieme di comunisti contrari al cambiamento di nome, simbolo e ideologia. Tra il XIX e il XX congresso nazionale del PCI, Tortorella diviene presidente del partito, ultimo a ricoprire tale carica prima della definitiva trasformazione del PCI in Partito Democratico della Sinistra a inizio 1991.

### L'appartenenza al PDS e ai DS
Tortorella rimane comunque nel nuovo partito e, insieme a Giuseppe Chiarante, guida da allora la componente detta dei comunisti democratici.
Dal 1992 rileva, con altri militanti e dirigenti già del PCI, la vecchia rivista di partito Critica marxista, chiusa dopo la nascita del PDS. Nel '94 decide di uscire dal Parlamento italiano, dopo aver ricoperto per 20 anni il ruolo di deputato.
Tortorella assiste anche all'ingresso del PDS nell'esecutivo (nel 1996, col primo governo Prodi) e alla sua evoluzione (nel 1998) nei Democratici di Sinistra, dopo l'assorbimento di altre piccole forze politiche da parte dello stesso PDS. In questa fase fa ancora parte della corrente di sinistra del partito, riconducibile a Giovanni Berlinguer. Il 27 giugno 1998 fonda con Giuseppe Chiarante e altri l'Associazione per il Rinnovamento della Sinistra (ARS).

### La transizione ai Democratici di Sinistra
Quando nel 1999 scoppia la guerra del Kosovo, il governo con a capo il presidente dei DS Massimo D'Alema decide di sostenerla, mettendo a disposizione della NATO le basi militari italiane. Aldo Tortorella, profondamente contrario all'intervento militare, il 1º aprile 1999 scrive una lunga lettera al neosegretario dei DS Walter Veltroni spiegando di voler rassegnare le sue dimissioni dal Comitato Direttivo del partito, «per il pieno e radicale dissenso verso l'appoggio dato fin qui alla guerra, che andava e va condannata da ogni punto di vista, appoggio deciso senza alcuna consultazione con gli organismi dirigenti».
Nell'ottobre 1999 è tra i promotori della mozione di sinistra per il I Congresso nazionale dei Democratici di Sinistra che si sarebbe celebrato nel gennaio 2000. Al Congresso Tortorella sarà eletto membro della Direzione Nazionale.
Al successivo congresso del novembre 2001 Tortorella, con Chiarante, rifiuterà di essere rieletto in Direzione pur rimanendo solidale con la sinistra DS.

### L'Associazione per il Rinnovamento della Sinistra
Dal 2000-2001 l'ARS di Tortorella e Chiarante ha seguito e partecipato con interesse ai Social Forum dei neonati movimenti no global. Attualmente l'associazione è impegnata su vari fronti: ha preso posizione contro il governo Berlusconi e le sue politiche, ma ha più volte ribadito la continuità fra queste ultime e quelle approvate dai governi di centrosinistra, che giudica come inadeguate; sostiene tuttora l'attualità della "questione morale" proposta da Enrico Berlinguer, organizzando tra l'altro vari seminari e convegni sulla sua persona. Ha inoltre visto con favore vari progetti (come la rete associativa Uniti a Sinistra di Pietro Folena, o la Camera di consultazione della sinistra di Alberto Asor Rosa) che avessero come fine una sinistra critica, autonoma, unitaria, in alternativa alle forze moderate e centriste. L'organo dell'ARS rimane ancora oggi la rivista di Critica marxista.
Nel settembre 2005 Aldo Tortorella, durante la promozione di un convegno sulle origini della "questione morale", ha giudicato molto duramente la scalata della compagnia di assicurazioni Unipol alla BNL, oltre ai vertici DS coinvolti nello scandalo (caso Bancopoli).

## Opere
- Gli insegnanti e la riforma, con Giuseppe Chiarante, Roma, Editori Riuniti, 1976.
- Per la riforma universitaria, con Giuseppe Chiarante, Roma, Editori Riuniti, 1976.
- Nazione, democrazia, idealità socialiste, in Togliatti nella storia d'Italia, Roma, Editori Riuniti riviste, 1984.
- Berlinguer aveva ragione. Note sull'alternativa e la riforma della politica, Roma, Edizioni di Critica marxista, 1994.
- Crisi della sinistra e pensiero critico. Gli editoriali su 'Critica marxista' 1992-2006, Roma, manifestolibri, 2006.
- Presupposti etici e ideali di una sinistra rinnovata, in Sotto traccia. Idee per ridare un senso alla politica, Soveria Mannelli, Rubbettino, 2010. ISBN 978-88-498-2814-6.
- Prefazione a Giuseppe Lavorato. Rosarno Conflitti sociali e lotte politiche. In un crocevia di popoli, sofferenze e speranze. 2016 ISBN 978-88-7351-964-5.